# Антон Янда
Антон Янда (нім. Anton Janda, 1 травня 1904 — 1986) — австрійський футболіст, що грав на позиції захисника. Відомий виступами у складі клубу «Адміра», а також національної збірної Австрії. Чотириразовий чемпіон Австрії, триразовий володар кубка Австрії, фіналіст кубка Мітропи.

## Клубна кар'єра
Починав кар'єру у клубі Норд-Відень 1912, де грав з п'ятнадцятирічного віку. У 1922 році став грати у молодіжних командах клубу «Адміра» (Відень). У основному складі дебютував у сезоні 1923–1924 на позиції крайнього нападника. З наступного сезону перейшов у лінію захисту, де й виступав протягом подальшої кар'єри. Багаторічним партнером Янди в лінії захисту «Адміри» був Георг Фоці.
У 1927 році здобув з командою перший в історії клубу титул чемпіона Австрії. Несподіваним конкурентом «Адміри» в боротьбі за титул став клуб «Брігіттенауер». Перед останнім туром «Адміра» мала перевагу в одне очко, але суперникам випало грати між собою. Клуб Антона упевнено переміг з рахунком 5:0 і здобув свій перший чемпіонський трофей. На рахунку Янди 20 матчів у тому сезоні. Влітку зіграв у обох чвертьфінальних матчах новоствореного кубка Мітропи, у яких австрійський клуб зустрічався з чехословацькою «Спартою». У першому матчі «Спарта» перемогла з рахунком 5:1, але в матчі-відповіді на 60-й хвилині уже «Адміра» перемагала 5:1. Втім, команді не вдалося розвинути чи хоча б втримати цей результат і наприкінці матчу чеські гравці зуміли забити два голи і пройти в наступний раунд.
Наступного сезону «Адміра» знову перемогла у чемпіонаті, випередивши на три очка «Рапід». У національній першості Янда зіграв 23 матчі. Також клуб здобув кубок Австрії, а Антон зіграв в усіх п'яти матчах турніру. У фінальному поєдинку «Адміра» переграла «Вінер АК» з рахунком 2:1.
Влітку 1928 року клуб знову пробував свої сили у матчах кубку Мітропи. В 1/4 фіналу команда переграла чехословацьку «Славія» — 3:1, 3:3. У півфіналі «Адміра» в обох матчах поступилась майбутньому чемпіонові угорському «Ференцварошу» (1:2, 0:1).
Свій єдиний гол у офіційному матчі за клуб забив у сезоні 1928—1929 років з пенальті у грі з командою «Слован», що завершилась перемогою з рахунком 6:2. У сезоні 1931—1932 клуб після трьох років перерви повернув собі титули чемпіона і володаря кубка Австрії. На рахунку Янди 22 матчі у чемпіонаті, а також 5 у кубку.
У 1934 році «Адміра» знову виграла обидва національні трофеї і була близькою до перемоги у кубку Мітропи. У чемпіонаті Янда зіграв лише 19 матчів і 5 у кубку. У кубку Мітропи 1934 Антон також грав регулярно, а його клуб послідовно переміг «Наполі» (0:0, 2:2, 5:0), празьку «Спарту» (4:0, 2:3) і туринський «Ювентус» (3:1, 1:2). У фіналі «Адміра» зустрілась зі ще одним італійським клубом — «Болоньєю». У першому матчі австрійська команда перемогла з рахунком 3:2, програючи по ходу матчу 0:2, але у матчі-відповіді поступилась 1:5.
Загалом грав у складі «Адміри» до 1935 року. Зіграв у національній першості 223 матчі і забив 1 гол, 42 матчі зіграв у кубку Австрії і 17 у кубку Мітропи.
В 1935 році перейшов у друголігову команду «Аустро Фіат» (Відень), що ставила за ціль вихід до вищого дивізіону. В клубі крім Янди також грали інші колишні збірники Франц Радакович і Йоганн Кліма. Команда виграла свою групу, але у матчі плей-офф за право підвищення у класі поступлась клубові «Пошт СВ» (0:1, 1:2). Наступного сезону «Аустро Фіат» також не зумів виконати завдання виходу у вищу лігу, посівши друге місце у групі «південь». У 1938 році команда нарешті виграла другий дивізіон і підвищилась у класі.

## Виступи за збірну
У складі збірної Австрії дебютував у 1928 році у поєдинку зі збірною Чехословаччини (0:1). Регулярно грав у основі у 1929 році, після чого не викликався у команду до 1932 року. Зіграв у одному матчі розіграшу Центральноєвропейського кубка 1931—1932, у якому у підсумку Австрія здобула перемогу. Був у заявці збірної на чемпіонаті світу 1934, але на поле не виходив. Загалом у період з 1928 по 1934 рік зіграв у складі національної команди 10 матчів.
Також виступав у складі збірної Відня. Дебютував у поєдинку проти збірної Будапешта (8:2) у жовтні 1928 року. Також грав у матчах проти збірних міст Прага (5:2, 1931 рік), Белград (4:1, 1931), Париж (5:1, 1932), Будапешт (6:0, 1932), Париж (4:1, 1933).

## Статистика

### Статистика клубних виступів
| Клуб              | Сезон | Чемпіонат | Чемпіонат | Кубок | Кубок | Кубок Мітропи | Кубок Мітропи | Всього | Всього |
| Клуб              | Сезон | Матчі     | Голи      | Матчі | Голи  | Матчі         | Голи          | Матчі  | Голи   |
| ----------------- | ----- | --------- | --------- | ----- | ----- | ------------- | ------------- | ------ | ------ |
| «Адміра» (Відень) |       |           |           |       |       |               |               |        |        |
| 1923–1924         | 9     | 0         | 2         | 0     | -     | -             | 11            | 0      |        |
| 1924–1925         | 19    | 0         | 3         | 0     | -     | -             | 22            | 0      |        |
| 1925–1926         | 18    | 0         | 1         | 0     | -     | -             | 19            | 0      |        |
| 1926–1927         | 20    | 0         | 5         | 0     | -     | -             | 25            | 0      |        |
| 1927–1928         | 23    | 0         | 5         | 0     | 2     | 0             | 30            | 0      |        |
| 1928–1929         | 22    | 1         | 3         | 0     | 4     | 0             | 29            | 1      |        |
| 1929–1930         | 18    | 0         | 2         | 0     | -     | -             | 20            | 0      |        |
| 1930–1931         | 17    | 0         | 7+        | 0     | -     | -             | 24+           | 0      |        |
| 1931–1932         | 22    | 0         | 5         | 0     | -     | -             | 27            | 0      |        |
| 1932–1933         | 19    | 0         | 2         | 0     | 2     | 0             | 23            | 8      |        |
| 1933–1934         | 19    | 0         | 5         | 0     | -     | -             | 24            | 0      |        |
| 1934–1935         | 17    | 0         | 2         | 0     | 9     | 0             | 28            | 0      |        |
| Всього            | 223   | 1         | 42+       | 0     | 17    | 0             | 282+          | 1      |        |

### Статистика виступів у збірній
| Дата       | Місто    | Господарі      | Результат | Гості          | Турнір                             | Голи | Примітки |
| ---------- | -------- | -------------- | --------- | -------------- | ---------------------------------- | ---- | -------- |
| 01/04/1928 | Відень   | Австрія        | 0 – 1     | Чехословаччина | Кубок Центральної Європи 1927—1930 | -    |          |
| 28/10/1928 | Відень   | Австрія        | 2 – 0     | Швейцарія      | Кубок Центральної Європи 1927—1930 | -    |          |
| 17/03/1929 | Прага    | Чехословаччина | 3 – 3     | Австрія        | товариський матч                   | -    |          |
| 07/04/1929 | Відень   | Австрія        | 3 – 0     | Італія         | Кубок Центральної Європи 1927—1930 | -    |          |
| 05/05/1929 | Відень   | Австрія        | 2 – 2     | Угорщина       | товариський матч                   | -    |          |
| 06/10/1929 | Будапешт | Угорщина       | 2 – 1     | Австрія        | товариський матч                   | -    |          |
| 27/10/1929 | Берн     | Швейцарія      | 1 – 3     | Австрія        | Кубок Центральної Європи 1927—1930 | -    |          |
| 22/05/1932 | Прага    | Чехословаччина | 1 – 1     | Австрія        | Кубок Центральної Європи 1931—1932 | -    |          |
| 29/11/1933 | Глазго   | Шотландія      | 2 – 2     | Австрія        | товариський матч                   | -    |          |
| 23/09/1934 | Відень   | Австрія        | 2 – 2     | Чехословаччина | Кубок Центральної Європи 1933—1935 | -    |          |
| Усього     |          | Матчів         | 10        |                | Голів                              | 0    |          |

### Статистика виступів у кубку Мітропи
| №                      | Розіграш               | Стадія                 | Дата та місце проведення | Команда 1              | Рахунок | Команда 2       | Голи |
| ---------------------- | ---------------------- | ---------------------- | ------------------------ | ---------------------- | ------- | --------------- | ---- |
| 1                      | 1927                   | 1/4                    | 14.08.1927 Прага         | Спарта (Прага)         | 5:1     | Адміра (Відень) |      |
| 2                      | 1927                   | 1/4                    | 21.08.1927 Відень        | Адміра (Відень)        | 5:3     | Спарта (Прага)  |      |
| 3                      | 1928                   | 1/4                    | 15.08.1928 Відень        | Адміра (Відень)        | 3:1     | Славія (Прага)  |      |
| 4                      | 1928                   | 1/4                    | 19.08.1928 Прага         | Славія (Прага)         | 3:3     | Адміра (Відень) |      |
| 5                      | 1928                   | 1/2                    | 9.09.1928 Відень         | Адміра (Відень)        | 1:2     | Ференцварош     |      |
| 6                      | 1928                   | 1/2                    | 16.09.1928 Будапешт      | Ференцварош            | 1:0     | Адміра (Відень) |      |
| 7                      | 1932                   | 1/4                    | 18.06.1932 Прага         | Славія (Прага)         | 3:0     | Адміра (Відень) |      |
| 8                      | 1932                   | 1/4                    | 26.06.1932 Відень        | Адміра (Відень)        | 1:0     | Славія (Прага)  |      |
| 9                      | 1934                   | 1/8                    | 17.06.1934 Відень        | Адміра (Відень)        | 0:0     | Наполі          |      |
| 10                     | 1934                   | 1/8                    | 24.06.1934 Неаполь       | Наполі                 | 2:2     | Адміра (Відень) |      |
| 11                     | 1934                   | 1/8 перегр.            | 1.07.1934 Цюрих          | Адміра (Відень)        | 5:0     | Наполі          |      |
| 12                     | 1934                   | 1/4                    | 18.07.1934 Відень        | Адміра (Відень)        | 4:0     | Спарта (Прага)  |      |
| 13                     | 1934                   | 1/4                    | 22.07.1934 Прага         | Спарта (Прага)         | 3:2     | Адміра (Відень) |      |
| 14                     | 1934                   | 1/2                    | 25.07.1934 Відень        | Адміра (Відень)        | 3:1     | Ювентус (Турин) |      |
| 15                     | 1934                   | 1/2                    | 29.07.1934 Турин         | Ювентус (Турин)        | 2:1     | Адміра (Відень) |      |
| 16                     | 1934                   | Фінал                  | 5.09.1934 Відень         | Адміра (Відень)        | 3:2     | Болонья         |      |
| 17                     | 1934                   | Фінал                  | 9.09.1934 Болонья        | Болонья                | 5:1     | Адміра (Відень) |      |
| Всього у кубку Мітропи | Всього у кубку Мітропи | Всього у кубку Мітропи | Всього у кубку Мітропи   | Всього у кубку Мітропи | 17      |                 | 0    |

## Досягнення
- Чемпіон Австрії (4): 1927, 1928, 1932, 1934
- Срібний призер чемпіонату Австрії (4): 1929, 1930, 1931, 1935
- Бронзовий призер чемпіонату Австрії (1): 1933
- Володар кубка Австрії (3): 1928, 1932, 1934
- Фіналіст кубка Мітропи (1): 1934
- Володар кубка Центральної Європи (1): 1931–1932